# Огурчинский
Огурчи́нский, или Огурджалы (туркм. Ogurjaly adasy), — песчаный остров в юго-восточной части Каспийского моря, крупнейший остров Туркменистана, ранее Туркменской ССР. Координаты: 3906’0 с. ш. 5306’0 в. д. Тянется узкой косой шириной около 1—1,5 км и длиной около 42 км с севера на юг.

## Название
По форме остров напоминает огурец, хотя само название произошло от названия урочища Огурджа в районе Челекена, известного ещё с 1392 года как поселение позднесредневекового туркменского племени огурджалы, букв. «лихие люди», «морские разбойники». В XV—XVII веках на острове действительно укрывались морские пираты, грабившие караваны персидских купцов и торговавшие солью и крадеными товарами.

## География
Во время сильных зимних штормов волны Каспия перекатываются через остров в узких местах, меняя его очертания. От полуострова Челекен отделён Челекено-Огурчинским проливом шириной около 15 км. Сам остров с востока ограничивает Туркменский залив шириной около 40—60 км. Общая площадь острова составляет около 45 км². Поверхность низменная, с невысокими песчаными дюнами, местами поросшими травами и кустарниками.
В советское время остров был превращён в заказник. Сюда были завезены джейраны, находящиеся на грани исчезновения на континенте. Вдоль береговой линии встречается каспийская нерпа, которая здесь успешно размножается.

## Население
Постоянные поселения в настоящее время отсутствуют ввиду недостатка воды, но в прошлом на острове существовал лепрозорий для больных проказой. На острове также останавливаются рыбаки во время промысла. В советское время их пребывание было резко ограничено.
В настоящее время поселение, находившееся на северном окончании острова, частично смыто, — волны Каспия размыли новый пролив, образовав множество малых островов.